# Diano d’Alba
Diano d’Alba (piemontiul: Dian) település Olaszországban, Piemont régióban, Cuneo megyében. Lakosainak száma 3586 fő (2023. január 1.). Diano d’Alba Alba, Benevello, Grinzane Cavour, Montelupo Albese, Rodello és Serralunga d’Alba községekkel határos.

## Népesség
A település lakossága az elmúlt években az alábbi módon változott:
| Lakosok száma | 3608 | 3592 | 3586 |
|               | 2017 | 2018 | 2023 |